# وليد بن شريفة
محمد وليد بن شريفة (من مواليد 6 نوفمبر 1988 في الجزائر العاصمة ) هو لاعب كرة قدم جزائري محترف يلعب مع شبيبة القبايل في الرابطة الجزائرية المحترفة الأولى.

## المسيرة الكروية
بدأ بن شريفة مسيرته الكروية مع نادي أولمبي العناصر ورائد القبة ، اللذين لعب لهما في الرابطة الجزائرية المحترفة الثانية لكرة القدم  سجل 7 أهداف لنادي القبة في الرابطة الجزائرية المحترفة الثانية لكرة القدم 12-2011.
في 21 مايو 2012، وقع بن شريفة عقدًا لمدة عامين مع شبيبة القبايل.
في 2 أكتوبر 2020، شارك بن شريفة في حصة الإستئناف لفريق شبيبة القبائل. وفي 31 ديسمبر 2020، صرح ببقائه ضمن صفوف الشبيبة لموسم آخر.
في 12 مايو 2021، اختارت جماهير شبيبة القبائل بن شريفة كأفضل لاعب خلال شهر أفريل 2021.

## روابط خارجية
- وليد بن شريفة على موقع قاعدة بيانات كرة القدم.إي يو (الإنجليزية)
- وليد بن شريفة على موقع ناشيونال فوتبول تيمز (الإنجليزية)